# Extranjero

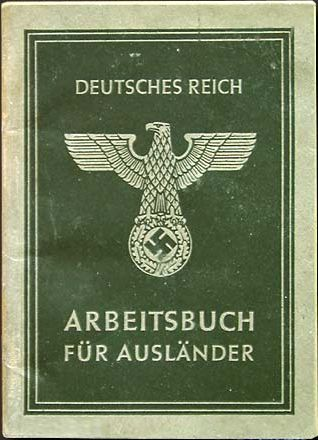
Documentación laboral para extranjeros en la Alemania nazi, 1938-1945.

Extranjero es el que no forma parte de la comunidad política propia que se adopta como referencia. En todos los Estados existe una regulación aplicable a la presencia, entrada y salida de los extranjeros de su territorio nacional. Tal regulación recibe el nombre de derecho de extranjería.
Extranjería es la cualidad y condición de extranjero; que implica no estar sujeto a ciertas obligaciones y derechos comunes a los nacionales de un Estado. La definición, delimitación y análisis de la condición de extranjería es tan antigua como la propia civilización y la fijación de la comunidad política como un cuerpo en cuyo seno se aplican tales derechos y obligaciones.

## Historia
En la Antigua Grecia se definía la condición social y jurídica de los metecos.
En la Roma Antigua se creó desde los inicios de extensión de las conquistas una gradación de estadios entre los llamados "bárbaros" ("extranjeros") y el resto de ciudadanos, que se dividían a su vez en "romanos" (ciudadanía romana), "latinos" (ciudadanía latina) y "huéspedes" (hospitalitas). Las divisiones se fueron multiplicando según avanzaban las conquistas, hasta que Vespasiano las fijó en "ciudadanos romanos", "latinos" y "bárbaros", siendo estos últimos los extranjeros con derechos más claramente prefijados. 
No será hasta Caracalla que la extensión de la ciudadanía a todos los habitantes del Imperio dejará a los bárbaros como todos aquellos que vivían fuera de sus fronteras (limes). En todo caso, si hasta el siglo II a. C. la ciudadanía se vinculaba con el nacimiento y pertenencia a la ciudad de Roma, este efecto se fue diluyendo, más todavía cuando las fronteras imperiales eran difusas.
La difusión de las instituciones feudales en Europa occidental (señoríos, vasallaje) disminuye el papel del lugar de nacimiento, cobrando más importancia el sometimiento personal y familiar a un señor. Ello va unido a la diferencia con la que cada señorío regulaba los derechos de los propios y de los extranjeros. La falta de delimitación hacía necesario singularizar cada caso y cada momento.
Con la aparición del Estado Nación, los límites se precisan: la regulación de los derechos de extranjería afecta a los no nacionales, entendidos como todos aquellos que no han nacido en un territorio determinado y no son de padres que posean la nacionalidad del mismo territorio, bien adquirida bien por naturaleza.

## Ámbito iberoamericano
La noción de estatuto especial del extranjero tiene una gran importancia en el ámbito iberoamericano, pues las constituciones prevén la posibilidad de concertar tratados de doble nacionalidad con países de Iberoamérica. Del mismo modo, si para la adquisición de la nacionalidad española por residencia se requieren diez años de residencia legal y continuada en España, cuando se trata de ciudadanos de países iberoamericanos basta con residir en el territorio durante dos años.

## Unión Europea
La condición de los nacionales de un país de la Unión Europea dentro del territorio de otro Estado de la Unión es a todas luces más favorable en algunos aspectos que para los nacionales de Estados no miembros (por ejemplo, para instalar un consultorio médico en suelo alemán, un ciudadano belga, español, francés o de cualquier Estado de la Unión tendrá iguales condiciones que un ciudadano alemán, circunstancia que no se producirá en el supuesto de que quien pretenda abrir ese mismo despacho sea un ciudadano o súbdito de un Estado que no sea miembro de la Unión).

## Ámbito anglosajón y escandinavo
A la hora de establecer los derechos de los extranjeros, se han elaborado varios sistemas: por un lado, los países anglosajones y escandinavos han sido partidarios, salvo contadas excepciones, de suprimir no pocos derechos de los extranjeros, si bien las limitaciones se suavizaban si el extranjero se encontraba ya establecido en el territorio nacional. 

## Ámbito francés
El sistema francés ha atendido siempre al principio de la reciprocidad diplomática: así, el extranjero goza en suelo nacional de los mismos derechos de que goce el nacional cuando se halla en el Estado al que dicho extranjero pertenezca.

## Sistemas de equiparación
Por último, están los sistemas de equiparación entre extranjeros y nacionales, sobre todo en lo que se refiere al reconocimiento de las libertades públicas (derecho a la vida, derecho a la libertad de pensamiento, a la seguridad, al honor, a la inviolabilidad del domicilio, a las libertades de expresión y de reunión, entre otras). De cualquier forma, se trata de una materia sometida a cambios constantes, debido a la proliferación de convenios y tratados internacionales y a la creación de las modernas organizaciones internacionales, así como a la coincidencia de objetivos que puedan ser conflictivos entre sí (control del mercado de trabajo, políticas de integración más o menos selectivas, intento de reagrupación de las unidades familiares, objetivos de control de la delincuencia, entre otros).

## Mercenarios extranjeros
La utilización de mercenarios extranjeros ha sido una constante en todas las épocas históricas (tropas auxiliares romanas, mercenarios suizos, las distintos cuerpos militares denominados "Legión Extranjera", etc.)

## Dinastías extranjeras
La imposición de dinastías extranjeras puede ser consecuencia de la conquista de territorios; pero la condición transnacional de las relaciones dinásticas, necesitadas de exogamia tanto para obtener alianzas internacionales como para distinguirse en el interior de su propia nación de origen, esta en el origen de muchas. A pesar de la pretensión de entroncar genealógicamente con el origen más autóctono posible, todas las dinastías han sido extranjeras, en una u otra medida (varegos en Rusia, normandos en Inglaterra, Austrias y Borbones en España, dinastía Bernadotte en Suecia, etc.) Más habitualmente denominadas "dinastías extranjeras" por la bibliografía, son: en Egipto, los hicsos de las dinastía XV y dinastía XVI, los nubios o kushitas de la dinastía XXV, los persas de la dinastía XXVII y la dinastía XXXI, y los griegos de la dinastía macedónica y la dinastía ptolemaica; en China, las dinastía Liao, dinastía Xixia y dinastía Jin 916-1234; la dinastía mongola o dinastía Yuan y la dinastía manchú o dinastía Qing.

## Tratamiento en el arte

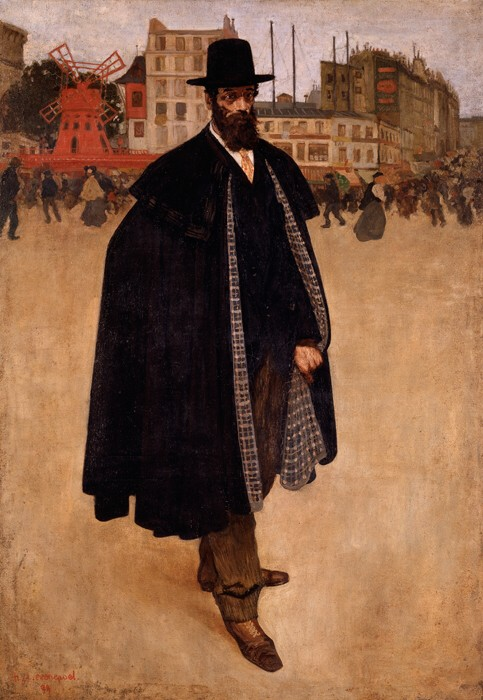
Español en París, de Henri Evenepoel, finales del.

- Esperando a los bárbaros, poema de Kavafis y novela de Coetzee
- El extranjero, novela de Albert Camus, 1942.
- No me llames extranjero, canción de Rafael Amor.
- The Terminal, película de Steven Spielberg, 2004.